# Archibald Alexander
Archibald Alexander (17 de abril de 1772 — 22 de outubro de 1851) foi um pastor evangélico e professor presbiteriano americano. Serviu por 27 anos como principal líder presbiteriano nos Estados Unidos.
Em 1796, Alexander assumiu a presidência do Hampden Sidney College e sua liderança trouxe um rápido crescimento a esta instituição. Em 1897 foi indicado como pastor da igreja Pine Street de Filadélfia, uma das mais importantes congregações da época - cargo que desempenhou por cinco anos. Em 1812 foi nomeado professor de pedagogia e teologia do recém fundado seminário de Princeton, vindo a ser o primeiro membro da faculdade desse seminário. Ensinou nessa instituição até 22 de Outubro de 1851, quando faleceu.
Está sepultado no Cemitério de Princeton.